# Lost on the Way
Albums de Louis Sclavis
L'Imparfait des langues
(2007)
Lost on the Way est un album du clarinettiste français Louis Sclavis, paru en 2007 sur le label Edition of Contemporary Music. Ce disque a été enregistré par un quintet constitué de Sclavis aux clarinettes et saxophones, Matthieu Metzger au saxophone soprano et alto, Maxime Delpierre à la guitare, Olivier Lété à la basse électrique, et François Merville à la batterie. L'enregistrement se déroule au Théâtre de Saint-Quentin-en-Yvelines, France en septembre 2008

## Liste des titres
1. "De Charybde en Scylla" – 5:35
2. "La Première Île"  (Olivier Lété, Sclavis) – 1:24
3. "Lost on the Way" (Lété, Sclavis) – 6:42
4. "Bain d'Or" – 6:03
5. "Le Sommeil des Sirènes" – 7:23
6. "L 'Heure des Songes" – 4:19
7. "Aboard Ulysses's Boat" – 5:52
8. "Les Doutes du Cyclope" – 6:51
9. "Un Vent Noir" – 3:40
10. "The Last Island" (Lété) – 1:20
11. "Des Bruits à Tisser" – 5:18
12. "L 'Absence" – 2:24

## Musiciens
- Louis Sclavis — clarinette, saxophone soprano
- Matthieu Metzger — saxophone soprano, saxophone alto
- Maxime Delpierre — guitare
- Olivier Lété — basse électrique
- François Merville — batterie